# 1 Brygada Piechoty Zmotoryzowanej
1 Brygada Piechoty Zmotoryzowanej – związek taktyczny piechoty ludowego Wojska Polskiego.

## Formowanie i zmiany organizacyjne
Sformowany w Berdyczowie, a następnie w Sawinie koło Chełma na podstawie rozkazu dowódcy 1 Armii Polskiej nr 00127/Spec. z 4 lipca 1944. Sztandar ufundowało społeczeństwo Sosnowca i został wręczony 22 lipca 1945.
Zaprzysiężenia dokonano w październiku 1944 w Berdyczowie.
5 października 1945 rozformowano dowództwo korpusu i część oddziałów. Pozostałe przekazano następującym okręgom wojskowym: Śląskiemu — 3 BPanc, 25 i 27 pas, 2 bmot; Pomorskiemu — 24 pas; Poznańskiemu — 2 BPanc; Krakowskiemu — 4 BPanc; Łódzkiemu — 1 BPZmot. Do dyspozycji szefa Departamentu Artylerii WP przekazano 1 dar. 
Rozformowana w 1946.

## Żołnierze brygady
Dowódcy brygady:
- płk Gwidon Czerwiński (od 6 lipca 1944 - 2 stycznia 1945)
- ppłk Mikołaj Lachocki p.o. (od 2 - 16 stycznia 1945)
- płk Jan Iwanczura (od 16 stycznia 1945 do końca wojny)

Oficerowie:
- Wacław Jagas

Szeregowcy:
- Jan Puławski

## Struktura brygady
dowództwo i sztab
- 3 bataliony piechoty zmotoryzowanej
- batalion moździerzy
- dywizjon artylerii
- kompanie: przeciwpancerna, fizylierów, rozpoznawcza, sztabowa, zaopatrzenia, techniczna, inżynieryjno – minerska

## Działania bojowe
Brygada walczyła w składzie 1 Drezdeńskiego Korpusu Pancernego przydzielonego do 2 Armii WP.
Najcięższe walki stoczyła w rejonie Wehrkirch o przyczółek na rzece Weißer Schöps, w obronie miejscowości Oedernitz i Wilhelminenthal.
22 kwietnia 1945 brygada osiągnęła Großröhrsdorf i Wachau w pobliżu Drezna. Została jednak zawrócona i walczyła w rejonie Budziszyna i Königswartha.
W operacji praskiej ścigała nieprzyjaciela na terenie Sudetów. Szlak bojowy zakończyła w Mělniku.
Po wojnie wróciła do kraju w rejon Kalisza i Szczypiorna.

## Sztandar brygady
Sztandar ufundowany został przez społeczeństwo Sosnowca i wręczony 22 lipca 1945 w Sosnowcu.
Opis sztandaru:

Płat o wymiarach 97 x 97 cm, obszyty z trzech stron frędzlą złotą, przymocowany do drzewca za pomocą stalowych jedenastu kółek i pręta. Drzewce z ciemnego, politurowanego drewna, wykonany z dwóch części połączonych za pomocą stalowych okuć. Na drzewcu sześćdziesiąt cztery gwoździe pamiątkowe. Głowica w kształcie orła wspartego na płaskim cokole z cyfrą "1".
Strona główna:

Czerwony krzyż kawalerski, pola między ramionami krzyża białe. Pośrodku haftowany srebrną nicią orzeł w otoku wieńca laurowego. Wieniec haftowany zielono-złotą nicią. Na górnym i dolnym brzegu płatu, na czerwonym tle, napis haftowany srebrną nicią: "DAR PRACUJĄCYCH MIASTA SOSNOWCA 1-SZEJ BRYGADZIE ZMOTORYZOWANEJ PIECHOTY". Pozostałe brzegi płatu obramowane srebrno-czerwoną taśmą ułożoną w wężyk.
Strona odwrotna:

Rysunek jak na stronie głównej. Pośrodku haftowany żółto-złotą nicią napis: "HONOR I OJCZYZNA" w otoku wieńca. Na białych polach w otoku wieńca złote cyfry "1".